# Cratere Sitwell
Sitwell  è un cratere sulla superficie di Venere. Deve il proprio nome alla poetessa britannica Edith Sitwell (1887-1964).